# نویمارک-زنکت فایت
شهر نویمارک-زنکت فایت (به آلمانی: Neumarkt-Sankt Veit) در ایالت بایرن در کشور آلمان واقع شده‌است.